# カロ・アラビヤン
カロ・アラビヤン（Karo Alabyan、Karo Halabyan、KARO SEMYONOVICH ALABYAN、1897年7月26日 - 1959年1月5日）は、アルメニア出身ソ連の建築家。都市計画家。20世紀初頭のソ連で活動した。生まれはキロババード（アゼルバイジャン・ガンジャ）。
1929年プロレタリア建築家同盟VOPRA（ヴォプラ）を創設。後に師である構成主義建築家たちをプチブルとして批判。とくにコンスタンチン・メーリニコフやイワン・レオニドフには仇敵のように攻撃した。作品は赤軍の劇場（1934年から1940年）、スターリングラード（ヴォルゴグラード）戦災復興マスタープラン（1944年）などで知られる。

## 経歴

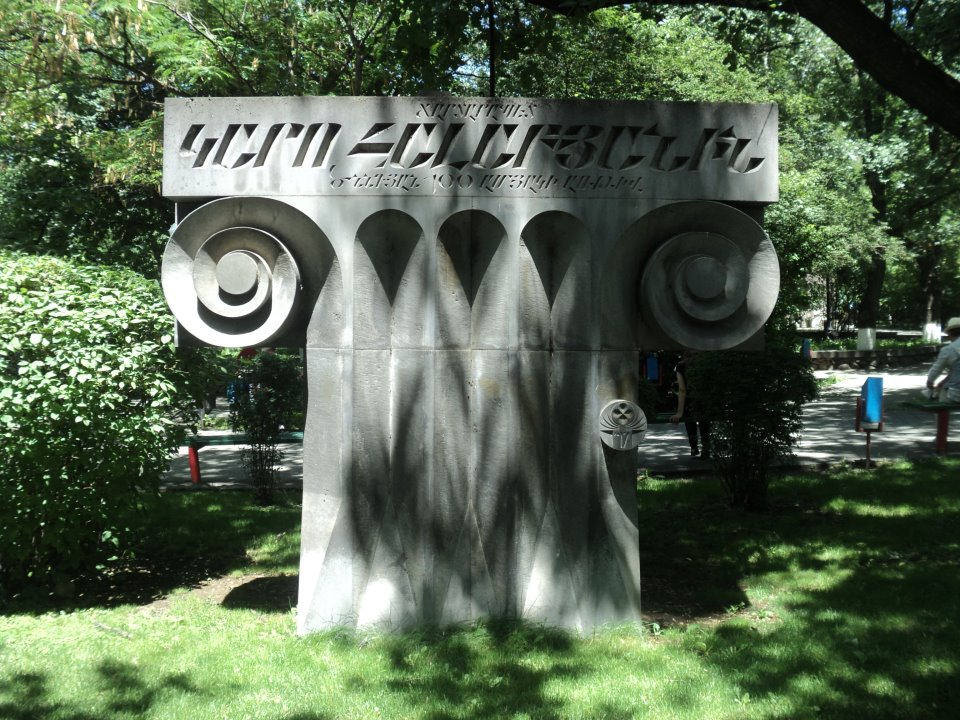

1917年、20歳時にティフリスの学校（Nersisyan School）課程を修了。アルメニアの共産党に参加。
1920年、トビリシの地下印刷組織で活動。
1921年、アルメニアの党派離脱Dashnakバンドと戦い、アルメニア共産党の機関を率いて数年間働いた。
1923年、アルメニア共産党中央委員会は、高等芸術技術研究所ヴフテマスの建築学科で勉学を目指すアラビヤンの援助を決定。こうして25歳でヴフテマスに入学する。
1929年、ヴフテマスを卒業し、イェレヴァンで仲間と活動を開始する。
1929年から1931年に建設労働者クラブ、獣医学校寮、その他イェレヴァンの公共ハウジングを幾つか設計していく。
1932年から、モスクワに活動の場を移す。ソ連軍劇場、全組合農業展覧会、市設地下鉄海洋駅、クラースナヤプレスカヤ駅入口構造などやアルメニアパビリオンなどの重要な建築の数々のデザインを担当。ソチのアパート、モスクワの公共建築もいくつか手がける。
1932年、ソビエトパレスコンペティションでは第4次（最終）まで残る（当選はボリス・イオフォンの案）。
1936年、英国王立建築家協会名誉会員に選出される。その後優れた建築家に与えられる、建設と建築のソビエト社会主義共和国連邦アカデミーの会員にも選出。アカデミーで長年理事として活動し、その後アカデミーを1937年結成の全ソビエト連邦建築家連合への発展に向わせた。
1943年からは、スターリングラード都市計画業務担当。第二次大戦終了直後のスターリングラード都市復興のための都市計画に従事、顕著な都市計画を示した。
その後重篤な病気にかかり、1959年1月5日に死去した。